# 1764 en science
| Années de la science : 1761 - 1762 - 1763 - 1764 - 1765 - 1766 - 1767    |
| Décennies de la science : 1730 - 1740 - 1750 - 1760 - 1770 - 1780 - 1790 |

Cet article présente les faits marquants de l'année 1764 en science.

## Événements

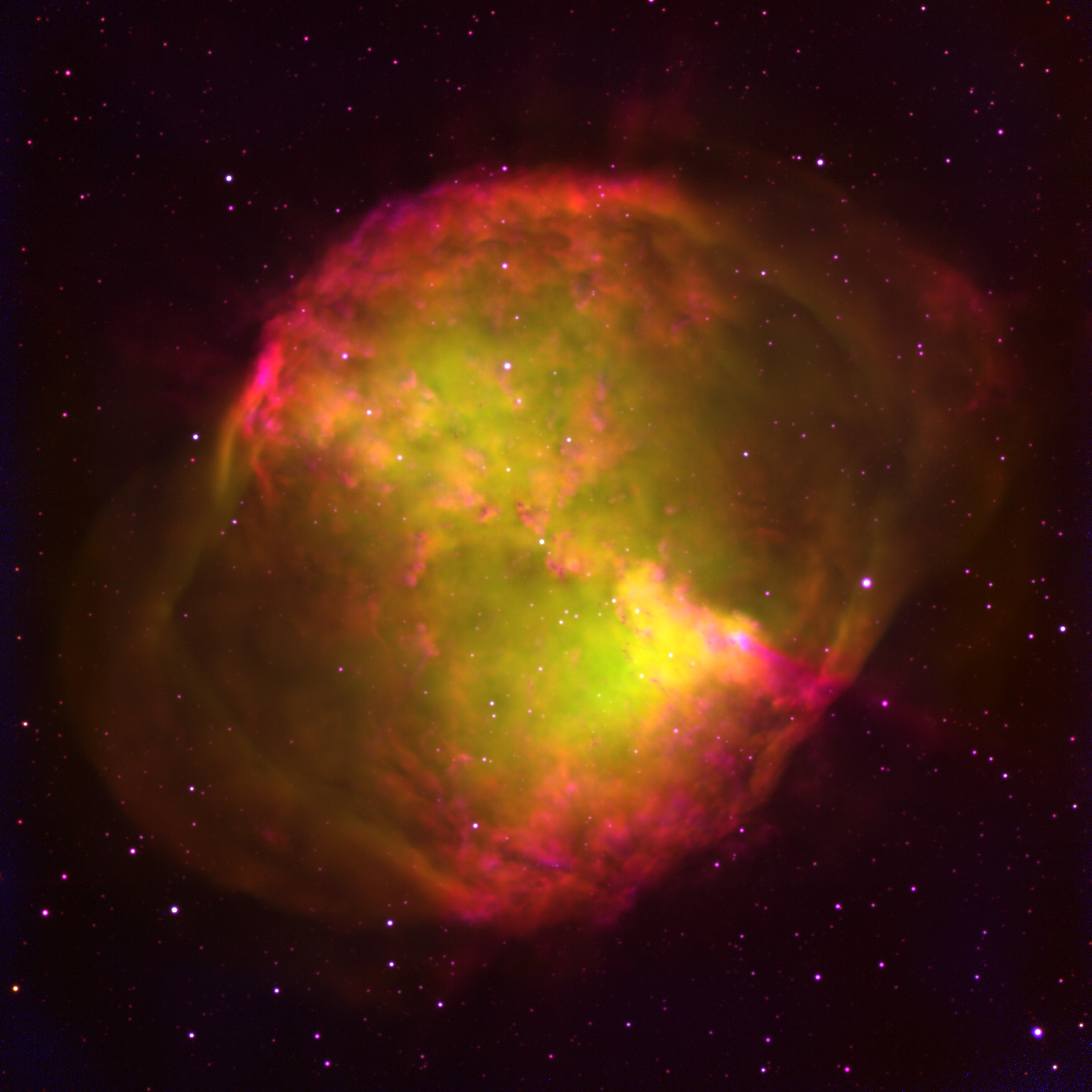
La nébuleuse de l'Haltère.

- 1er avril : éclipse de Soleil. Les détails pour Paris sont publiés par Nicole Reine Lepaute[1].
- 1er juin : l'astronome français Charles Messier ajoute M13 (l'amas d'Hercule) à son catalogue[2].
- 12 juillet : Charles Messier découvre la première nébuleuse de l'histoire et l'inscrit au no 27 de son catalogue (nébuleuse de l'Haltère)[3].
- 18 août : l'horloger Pierre Le Roy présente son deuxième chronomètre de marine à l'Académie des sciences[4].

- Joseph Black décrit les chaleurs spécifique et latente[5].

## Publications
- Charles Bonnet : Contemplation de la Nature, Amsterdam.
- James Ferguson : Lectures on select subjects in mechanics, hydrostatics, pneumatics, and optics : With the use of the globes, the art of dialing, and the calculation of the mean times of new and full moons and eclipses

## Prix
- Lagrange reçoit le Grand Prix de l'Académie des Sciences pour un mémoire sur la libration de la lune qu'il étudie à partir du principe des vitesses virtuelles de Jean Bernoulli associé au principe de d'Alembert[6].
- Médailles de la Royal Society
  - Médaille Copley : John Canton

## Naissances

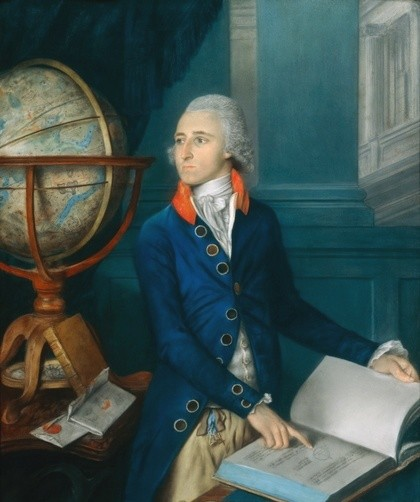
John Goodricke, 1785 ou 1786

- 1 février : Maria Medina Coeli (morte en 1846), botaniste, taxonomiste et exploratrice italienne ; elle est aussi connue sous le nom de son mari comme Maria Medina Perpenti. Elle développa et testa un vaccin contre la variole.
- 2 avril : Ernst Friedrich von Schlotheim (mort en 1832), paléontologue allemand.
- 3 avril : John Abernethy (mort en 1831), chirurgien anglais, connu pour le biscuit qui porte son nom.
- 27 mai : Emmanuel Develey (mort en 1839), mathématicien, physicien et astronome suisse.
- 5 juin : Georg Friedrich Hildebrandt (mort en 1816), pharmacien, chimiste et anatomiste allemand.
- 12 juillet : Edme-Jean Baptiste Bouillon-Lagrange (mort en 1844), chimiste et pharmacien français.
- 20 août : Samuel Latham Mitchill (mort en 1831), médecin, naturaliste, homme politique, chimiste et géologue américain.
- 2 septembre : Georg Ludwig Hartig (mort en 1837), agronome allemand.
- 17 septembre : John Goodricke (mort en 1786), astronome anglais.
- 6 octobre : Johann Gottfried Ebel (mort en 1830), géologue et statisticien allemand.
- 5 novembre : Pieter Nieuwland (mort en 1794), chimiste, mathématicien et poète néerlandais.
- 10 novembre : Andrés Manuel del Río (mort en 1849), chimiste espagnol, découvreur du vanadium.
- 17 décembre : Sébastien Bottin (mort en 1853), administrateur et statisticien français.

- Alexander Mackenzie (mort en 1820), explorateur canadien.

## Décès
- 15 février : Karl Jakob Weber (né en 1712), ingénieur, architecte et archéologue amateur suisse.
- 11 juillet : Nathaniel Ames (en) (né le 11 juillet 1708), appelé aujourd'hui Nathaniel Ames II, auteur d'almanachs américain ; paraît la même année son almanach pour 1765.
- 2 septembre
  - Nathaniel Bliss (né en 1700), astronome britannique.
  - Pierre Le Guay de Prémontval (né en 1716), mathématicien et philosophe français.
- 20 novembre : Christian Goldbach (né en 1690), mathématicien allemand, connu surtout pour la conjecture qui porte son nom.